# 富永氏繁
富永 氏繁（とみなが うじしげ、生年不詳 - 永禄3年5月19日（1560年6月12日））は、戦国時代の武将。通称伯耆守。

## 略歴
今川義元の家臣。奥三河田口荘発祥の富永氏だと考えられる 。永禄3年（1560年）の桶狭間の戦いにおいて、織田軍の襲撃を受けた庵原忠春の援軍に遣わされたが効果はなく、同日討死した 。